# Корсино (Омская область)
Корсино — село в Колосовском районе Омской области. Административный центр Корсинского сельского поселения.

## История
Основано в 1585 году. В 1928 году село состояло из 122 хозяйств, основное население — белорусы. В административном отношении являлось центром Корсинского сельсовета Нижне-Колосовского района Тарского округа Сибирского края.

## Население
| 1926 | 2010 |
| ---- | ---- |
| 531  | ↘273 |

## Улицы
| - ул. Береговая, - ул. Восточная, - ул. Заречная, - ул. Зелёная, | - ул. Крюковка, - ул. Кузнечная, - ул. Новая, - ул. Центральная. |